# Gradišče nad Prvačino
Gradišče nad Prvačino este o localitate din comuna Nova Gorica, Slovenia, cu o populație de 476 de locuitori.